# Kulturhistoria
Kulturhistoria kallas vetenskapen om de av människans kulturella situationer, vilka studeras ur ett historiskt perspektiv. Kulturhistoria kombinerar ett antropologiskt tillvägagångssätt på historien för att undersöka de kulturellt specifika tolkningarna av människornas erfarenhet av sin samtid. Kulturhistorien undersöker således narrativa beskrivningar av historien, men också övriga källmaterial för att utröna hur människor uppfattade och hanterade sin samtid.
Inom den nya kulturhistorien, som uppstått i kölvattnet av den så kallade "kulturella vändningen" som humanvetenskaperna gått igenom sedan 1980-talet, har dock studieobjektet för den kulturhistoriska forskningen kommit att breddas. Denna forskningstradition är kulturhistorisk i bemärkelsen att kulturteori används för att förstå historien, snarare än att den mänskliga kulturen och dess utveckling utgör studieobjektet för forskningen. Inom detta forskningsområde kan samhälleliga processer mycket väl vara ett studieobjekt, men förstått utifrån kulturteoretiska perspektiv.

## Kända kulturhistoriker
- Jacques Le Goff
- Alain Guerreau
- Richard Stites
- Egon Friedell